# Michał Grabowski
Michał Grabowski (25. září 1804, Zołotyjów, dnes součást Rovna, Ukrajina – 19. listopadu 1863, Varšava) byl polský prozaik, literární kritik a publicista období romantismu, jeden z představitelů tzv. ukrajinské romantické školy, která hojně využívala ukrajinský folklór a témata z její historie.

## Život
Narodil se ve volyňské vsi Zołotyjów jako syn důstojníka v ruské službě. Na studiích v Basilinské škola v Humani se seznámil s Sewerynem Goszczyńským a Józefem Bohdanem Zaleským a jejich přátelství se stalo základem tzv. ukrajinské romantické školy. Za pobytu ve Varšave v letech 1820–1825 pracoval jako úředník v Komisi pro vzdělávání a náboženské vyznání a zúčastnil se diskuzí o směřování nové polské literatury, ve které se přiklonil k romanticky orientovanému literárnímu kritikovi Maurycy Mochnackému. Po porážce listopadového povstání roku 1831 odsoudil radikalismus a vystoupil proti revolučním romantikům, jejichž díla podle jeho názoru šířili společenský i morální rozvrat. Žil převážně na svém statku Aleksandrówka. Na konci svého života žil v Kyjevě, ale na pozvání markraběte Wielopolskiho se roku 1863 přestěhoval do Varšavy, kde krátce zastával funkci předsedy Komise pro vzdělávání a náboženské vyznání. Pohřben je na Powazkowském hřbitovš ve Varšavě.

## Dílo
Jako literární kritik se Grabowski stal vůdčí osobností konzervativní skupiny umělců kolem časopisu Tygodnik Petersburski. Byl propagátorem ortodoxního katolicismu a duchovního splývání s Ruskem. Vyzvedával šlechtu a za žánry odpovídající polskému národnímu duchu považoval historický román v duchu Waltra Scotta a tzv. gavendu, což je polská varianta ruského skazu. Své články publikoval také v denících a časopisech Dziennik Warszawski, Pielgrzym nebo Atheneum.
Jako prozaik je Grabowski autorem romantických historických románů, které začal vydávat pod pseudonymem Edward Tarsza a které se odehrávají nejčastěji v 18. století. S historickou realitou však zachází zcela volně, aniž by se vyhnul anachronismům. Jeho příběhy jsou plné tajemných intrik a často se odehrávají na ponurých místech, jako jsou ruiny nebo hřbitovy. jejich postavy jsou trápeny vášněmi a vnitřní rozervaností a skrývají tajemství z minulosti. Příčinou neštěstí v příbězích bývá ústup od autorem idealizovaných patriarchálních vztahů mezi šlechtou a lidem. Vlastní text autor doplňuje ukrajinskými lidovými písněmi a příběhy lidových vypravěčů. Popis historie je ale pesimistický. Jsou zobrazovány polsko-ukrajinské konflikty a ztráta samostatnosti Polska. Také jsou rozebírány příčiny vzájemné nevraživosti Polska a Ruska, přičemž autorův postoj je v souladu s jeho politickými názory poměrně proruský.

## Výběrová bibloiografie

### Publicistika

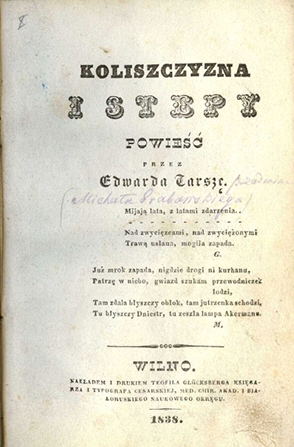
Koliszczyzna i stepy (1838)

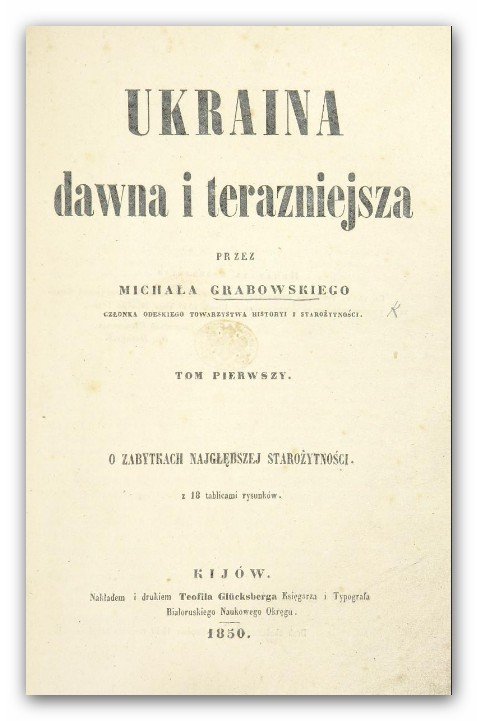
Ukraina dawna i teraźniejsza (1850)

- Myśli o literaturze polskiej (1828, Myšlenky o polské literatuře).
- O poezji narodowej (1834, O národní poezii).
- Literatura i krytyka (1837–1849, Literatura a kritika), pět svazků, souborné vydání kritických statí.
- Korespondencja literacka (1842–1843, Literární korespondence), dva svazky.
- Artykuły literackie, krytyczne i artystyczne (1849, Literární, kritické a umělecké články).
- Ukraina dawna i teraźniejsza (1850, Ukrajina bývalá a současná), archeologický a etnografický spis.

### Romány
- Koliszczyzna i stepy (1838, Koliština i stepi), historický román o krvavém hajdamáckém povstání na pravobřežní Ukrajině z roku 1768.
- Stannica hulajpolska (1840–1841) pět dílů. Román z 18. století vypráví příběh rodiny Mogilańských, žijících v obci Zielona Mogiła mezi městy Bílá Cerekev a Kaněv, především osudy Jerzyho Mogilańského, který je v osmnácti letech poslán získat vojenské zkušenosti do kozácké stanice Hulajpolska.
- Oblężenie Połocka 1097 (1841, Oblehání Polocka 1097), vydání úryvků z románu, který autor později nedokončil, o polském knížeti Vladislavovi Hermanovi a jeho sporech se syny.
- Tajkury (1845-1846), čtyři díly. K románu plnému intrik našel autor inspiraci ve zříceninách hradu v ukrajinské vsi Tajkury.
- Złotomierz (1851), tématem románu je morální úpadek, jehož příčiny autor vidí v osvícenství, které zničilo základní principy společenského řádu.
- Pan starosta Kaniowski (1856), ukázky z nedokončeného románu o Mikolaji Bazyli Potockém.
- Pan starosta Zakrzewski (1860), román je svým žánrem šlechtická gavenda, její hrdina, Szymon Zakrzewski, je skutečná historická postava. Jde o představitele šlechty osmnáctého století a vypravěče vzpomínek, prezentovaných s velkou dávkou humoru.
- Zamieć w stepach (1862, Vánice v stepi), příběh z polské Ukrajiny v prvních letech 19. století, jehož tématem je vztah mezi Poláky a Ukrajinci v mikroprostoru jedné vesnice.

### Česká vydání
- Koliština i stepi, Praha: Jaroslav Pospíšil 1851, přeložil Karel Vladislav Zap.